# Новокаменська сільська рада (Єльцовський район)
Новока́менська сільська рада (рос. Новокаменский сельский совет) — сільське поселення у складі Єльцовського району Алтайського краю Росії.
Адміністративний центр та єдиний населений пункт — село Новокаменка.

## Історія
Село Бедреп ліквідовано 2009 року.

## Населення
Населення — 342 особи (2019; 425 в 2010, 598 у 2002).

## Склад
До складу сільської ради входять:
| Населений пункт   | Населення, осіб (2002) | Населення, осіб (2010) |
| ----------------- | ---------------------- | ---------------------- |
| Бедреп, село      | 2                      | -                      |
| Новокаменка, село | 596                    | 425                    |